# Onthophagus vuattouxi
Onthophagus vuattouxi är en skalbaggsart som beskrevs av Yves Cambefort 1984. Onthophagus vuattouxi ingår i släktet Onthophagus och familjen bladhorningar. Inga underarter finns listade i Catalogue of Life.